# Église morave - Guyana
La The Moravian Church - Guyana (Église morave - Guyana) est une église affiliée à Unitas Fratrum qui rassemble les Frères moraves du Guyana. Elle est aussi membre de la Conférence des Églises de la Caraïbe.

## Historique
Les premiers missionnaires moraves arrivent au Guyana en 1738. Les autorités coloniales britanniques leur refusant l'autorisation d'évangéliser les esclaves africains, ils tournent mé leur ministère vers les Amérindiens, mais ils sont incapables d'établir une mission permanente.
Les Frères moraves retournent au Guyana en 1878 à l'invitation de Quintin Hogg, un propriétaire qui voulait qu'ils éduquent ses employés. Ils ont établi une mission à la plantation de Graham Hall pour les anciens esclaves. Puis des congrégations ont finalement ont été fondées en d'autres endroits.